# Метил-3-нитробензоат
Метил-3-нитробензоат (другие названия: метиловый эфир м-нитробензойной кислоты, метиловый эфир 3-нитробензойной кислоты и пр.)

## Общие сведения
Метил-3-нитробензоат относится к классу эфиров ароматических нитросоединений.

## Физические и биологические свойства
Не взрывоопасен, так как кислородный баланс отрицателен.
Менее ядовит, чем большинство нитросоединений, так как в качестве одного из заместителей в бензольном кольце находится карбометильная группа.

## Методы получения
Основной способ получения — нитрование метилбензоата нитрующей смесью серной и азотной кислот. Метилбензоат может быть получен этерификацией бензойной кислоты или выделен из отходов производства диметилтерефталата. Применяется прямой слив реагентов. Основной побочный продукт — о-изомер. Очистка проводится отмывкой метанолом или этанолом, либо перекристаллизацией из этих растворителей, в которых ортоизомер лучше растворим. При несоблюдении теплового режима и недостаточно чистых исходниках получают также динитропроизводное и нитрофенол.

## Применение
Применяется для лабораторного получения м-нитробензойной кислоты (в промышленности получают нитрованием бензойной кислоты смесью нитрата калия с серной кислотой) путём щелочного гидролиза, либо восстанавливают до метил-3-аминобензоата (восстановление можно проводить по методу Зинина сульфидами, системой соляная кислота-железные опилки (механизм основан, вероятно, не на водороде в момент выделения, а на действии переходного металла) никелем Ренея, водородом над катализаторами из палладия или оксида платины и пр.). Метиловый эфир мета-аминобензойной кислоты может быть использован в синтезе ингибиторов тромбина.